# Haplothismia exannulata
Haplothismia exannulata är en enhjärtbladig växtart som beskrevs av Airy Shaw. Haplothismia exannulata ingår i släktet Haplothismia och familjen Burmanniaceae. Inga underarter finns listade i Catalogue of Life.